# Pirkach (Emskirchen)
Pirkach ist ein Gemeindeteil des Marktes Emskirchen im Landkreis Neustadt an der Aisch-Bad Windsheim (Mittelfranken, Bayern). Die Gemarkung Pirkach hat eine Fläche von 3,388 km². Sie ist in 598 Flurstücke aufgeteilt, die eine durchschnittliche Fläche von 5664,98 m² haben.

## Geografie
0,25 km südwestlich des Dorfes fließt der Hammerbach, ein linker Zufluss des Fembachs. Westlich des Ortes liegt die Siegleite, 0,25 km nordöstlich das Reitholz und die Reut, 0,25 km westlich das Flurgebiet In der Reit und 0,5 km südlich das Waldgebiet Kohlbock.
Die Kreisstraße NEA 8/FÜ 7 führt nach Hagenbüchach (1,5 km westlich) bzw. nach Puschendorf (3 km südöstlich). Die NEA 20 führt nach Mausdorf (1,3 km nördlich) bzw. nach Kirchfembach (1,8 km südlich). Eine Gemeindeverbindungsstraße führt nach Zweifelsheim (2,8 km nordöstlich).

## Geschichte
Der Ort wurde 1361/64 im burggräflichen Salbuch erstmals schriftlich erwähnt. Der Ort unterstand zu dieser Zeit dem burggräflichen Amt Schauerberg. 1502/06 unterstand der Ort teils dem ansbachischen Amt Langenzenn, teils dem ansbachischen Amt Cadolzburg und teils der Reichsstadt Nürnberg.
Gegen Ende des 18. Jahrhunderts gab es in Pirkach 17 Anwesen. Das Hochgericht übte das brandenburg-bayreuthische Fraischvogteiamt Emskirchen-Hagenbüchach aus. Die Dorf- und Gemeindeherrschaft hatte das Vogtamt Hagenbüchach. Grundherren waren das Fürstentum Bayreuth (16 Anwesen; Vogtamt Hagenbüchach: 1 Wirtshaus, 3 Huben, 3 Viertelhöflein, 1 Gut, 4 Güter, 1 Tropfgütlein; Klosteramt Münchaurach: 2 Halbhöfe, 1 Schmiede) und das Landesalmosenamt der Reichsstadt Nürnberg (1 Hof, 1 Dreiviertelhof).
Von 1797 bis 1810 unterstand der Ort dem Justizamt Markt Erlbach und Kammeramt Emskirchen. 1810 kam Pirkach an das Königreich Bayern. Im Rahmen des Gemeindeedikts wurde es dem 1811 gebildeten Steuerdistrikt Hagenbüchach und der 1813 gebildeten Ruralgemeinde Kirchfembach zugeordnet. Mit dem Zweiten Gemeindeedikt (1818) entstand die Ruralgemeinde Pirkach. Sie war in Verwaltung und Gerichtsbarkeit dem Landgericht Markt Erlbach zugeordnet und in der Finanzverwaltung dem Rentamt Neustadt an der Aisch. Ab 1862 gehörte Pirkach zum Bezirksamt Neustadt an der Aisch (1939 in Landkreis Neustadt an der Aisch umbenannt) und ab 1856 zum Rentamt Markt Erlbach (1919–1929: Finanzamt Markt Erlbach, 1929–1972: Finanzamt Fürth, seit 1972: Finanzamt Uffenheim). Die Gerichtsbarkeit blieb beim Landgericht Markt Erlbach (1879 in das Amtsgericht Markt Erlbach umgewandelt), von 1959 bis 1972 war das Amtsgericht Fürth zuständig, seitdem ist es das Amtsgericht Neustadt an der Aisch. Die Gemeinde hatte 1964 eine Gebietsfläche von 3,425 km².
Am 1. April 1972 wurde Pirkach im Zuge der Gebietsreform in Bayern nach Emskirchen eingemeindet.

### Baudenkmal
- Steinkreuz bei Haus Nummer 36[14]

### Einwohnerentwicklung
| Jahr      | 1818   | 1840   | 1852   | 1855   | 1861   | 1867   | 1871   | 1875   | 1880   | 1885   | 1890   | 1895   | 1900   | 1905   | 1910   | 1919   | 1925   | 1933   | 1939   | 1946   | 1950   | 1952   | 1961   | 1970   | 1987   | 2014  |
| Einwohner | 144    | 158    | 169    | 181    | 173    | 193    | 189    | 183    | 174    | 155    | 155    | 172    | 176    | 175    | 167    | 147    | 148    | 148    | 144    | 201    | 197    | 202    | 199    | 182    | 220    | 219   |
| Häuser    | 24     | 24     |        |        |        |        | 31     |        |        | 30     | 30     |        | 30     |        |        |        | 31     |        |        |        | 32     |        | 38     |        | 61     |       |
| Quelle    | [ 16 ] | [ 17 ] | [ 18 ] | [ 18 ] | [ 19 ] | [ 20 ] | [ 21 ] | [ 22 ] | [ 23 ] | [ 24 ] | [ 25 ] | [ 18 ] | [ 26 ] | [ 18 ] | [ 27 ] | [ 18 ] | [ 28 ] | [ 18 ] | [ 18 ] | [ 18 ] | [ 29 ] | [ 18 ] | [ 11 ] | [ 30 ] | [ 31 ] | [ 2 ] |

## Religion
Der Ort ist seit der Reformation evangelisch-lutherisch geprägt und bis heute nach St. Kilian (Hagenbüchach) gepfarrt. Die Einwohner römisch-katholischer Konfession waren ursprünglich nach St. Michael (Wilhermsdorf) gepfarrt, heute ist die Pfarrei St. Marien (Langenzenn) zuständig.